# Buke
Buke (武家) är beteckningen på det militära adelsståndet i det feodala Japan, främst under perioden 1000-1869. Det kan även vara en beteckning på medlemmar av detta stånd.
Den militära adeln börjar spela en viktig roll i Japans historia under den sena Heianperioden kring år 1000. Detta skedde på bekostnad av hovadeln kuge. När Tokugawa Ieyasu 1603 enar Japan och inleder den period av militärdiktatur som kallas det andra shogunatet eller Tokugawa-shogunatet fastställs buke som den högsta klassen i samhällspyramiden och får samtidigt en vidare roll. De är inte längre enbart en militär klass utan fyller alltmer byråkratiska och administrativa funktioner.
1615 skriver den andre shogun Tokugawa Hidetada den lag som fastställde bukes plats i samhället, Buke Sho-hatto. Detta var tretton lagar för de militära släkterna och reglerade deras rättigheter och skyldigheter. Direkt under Tokugawa-klanen var de klaner som leddes av daimyo, mäktiga länsherrar som var tvungna att svära trohet direkt till shogun. Daimyon stod högst i rang bland buke. Varje daimyo hade i sin tur vasaller och underlydande krigare av olika grad och rang. Dessa kallades krigsmän, bushi, och var medlemmar av krigarståndet buke och är mest kända under beteckningen samuraj. 
Buke ärvde sin status och det förekom extremt låg mobilitet mellan de olika stånden i det feodala Japan. De kännetecknades bland annat av att de fick bära det två svärden katana och wakizashi, tillsammans kallade daisho. De skulle strikt följa det hederskodex, bushido, som reglerade hur de skulle bete sig.
I samband med Meijirestaurationen förlorade buke gradvis sina privilegier.